# Segeln
Segeln ist die Fortbewegung eines Segelschiffs oder eines Segelboots unter Nutzung der Windenergie.
Segelschiffe hatten über viele Jahrhunderte weltweit eine große Bedeutung für Handel und Transport, Kriegsführung und Fischfang. Gegen Ende des 19. Jahrhunderts begann ihre Verdrängung durch maschinengetriebene Schiffe, die von den Bedingungen des Wetters weniger abhängig waren und kürzere Fahrtzeiten, geringeres Personal und damit sinkende Transportkosten ermöglichten.
Heutzutage wird in den Industrieländern Segeln fast nur noch als Freizeitaktivität oder Wettkampfsport betrieben, wenn auch Kriegs- und Handelsmarinen weiterhin Segelschulschiffe zur Ausbildung ihres Nachwuchses unterhalten. In anderen, weniger entwickelten Regionen hingegen konnten Segelschiffe teilweise ihre wirtschaftliche Bedeutung bis heute bewahren. Vom persischen Golf beispielsweise befördern Daus wie vor hunderten von Jahren Lasten nach Indien und Afrika.
Im Laufe der Zeit haben sich Segelschiffe in vielen unterschiedlichen Konstruktionen und Größen entwickelt, wobei grundsätzlich zwischen Verdrängern (meist größere und schwerere Schiffe) und Gleitern (meist kleine, leichte und schnelle Boote) unterschieden werden kann. Die Spannbreite reicht von der Ein-Personen-Jolle über Yachten und Katamarane bis zum Großsegler mit mehreren Dutzend Mann Besatzung. Für die unterschiedlichen Schiffstypen hat sich eine Vielfalt von Segelmanövern entwickelt, die in sportlichen Wettkämpfen zur Perfektion geführt werden. Dazu ist ein grundlegendes Verständnis vom Aufbau des Schiffes und der physikalischen Grundlagen des Segelns hilfreich. Je nach Schiffsgröße und Fahrtgebiet sind zum Segeln außerdem seemannschaftliche Grundlagen und Kenntnisse über verschiedene gesetzliche Regelungen und Konventionen erforderlich.

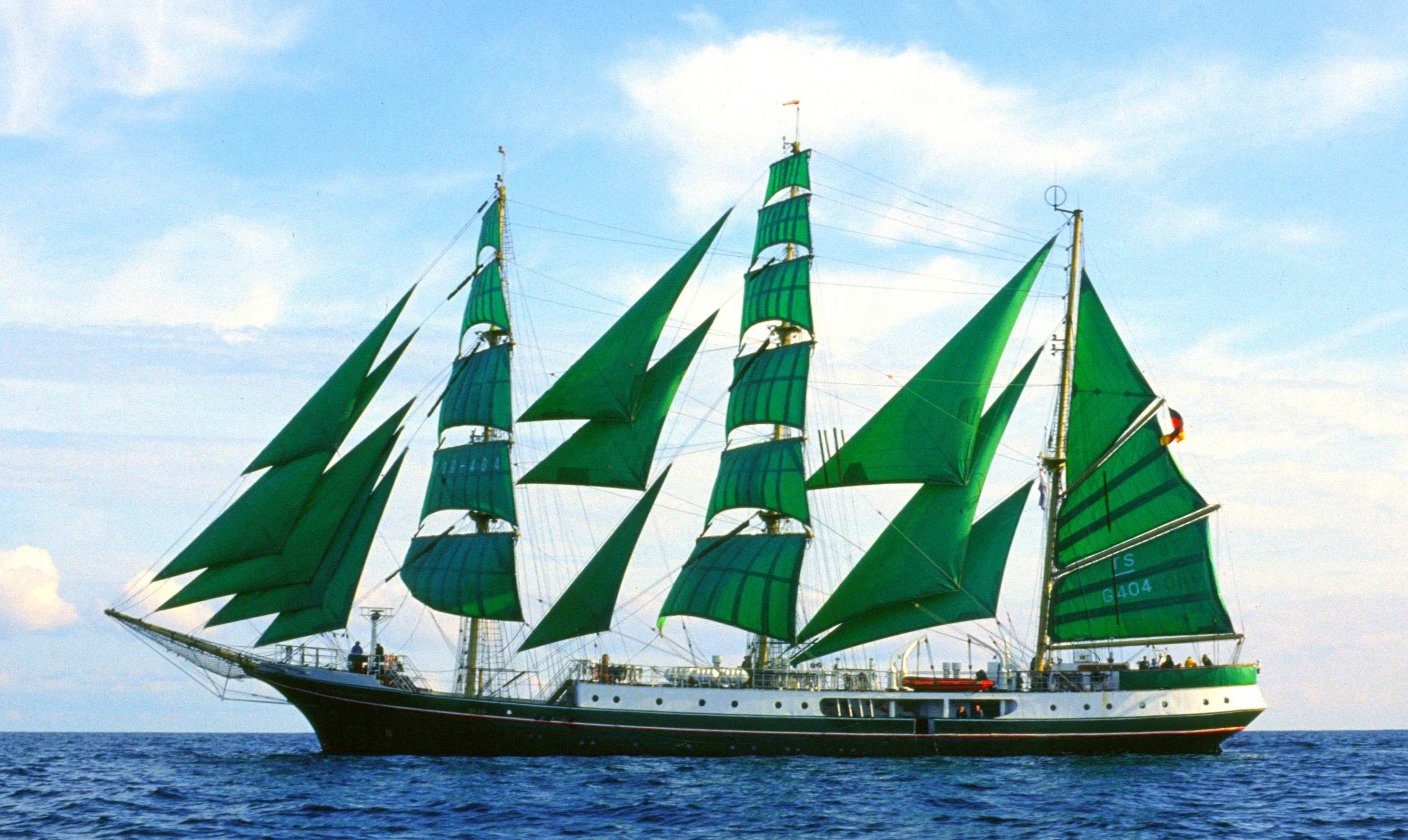
Ausbildungsschiff Alexander von Humboldt

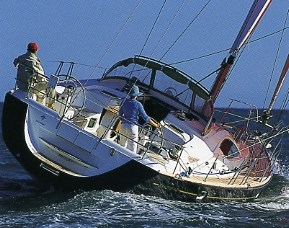
Moderne 49-Fuß-Fahrtenyacht

## Geschichte
Siehe auch: Entwicklungsgeschichte des Segelschiffs, Geschichte der Seefahrt, Römische Marine, Geschichte des Wikingerschiffbaus.

### Altertum

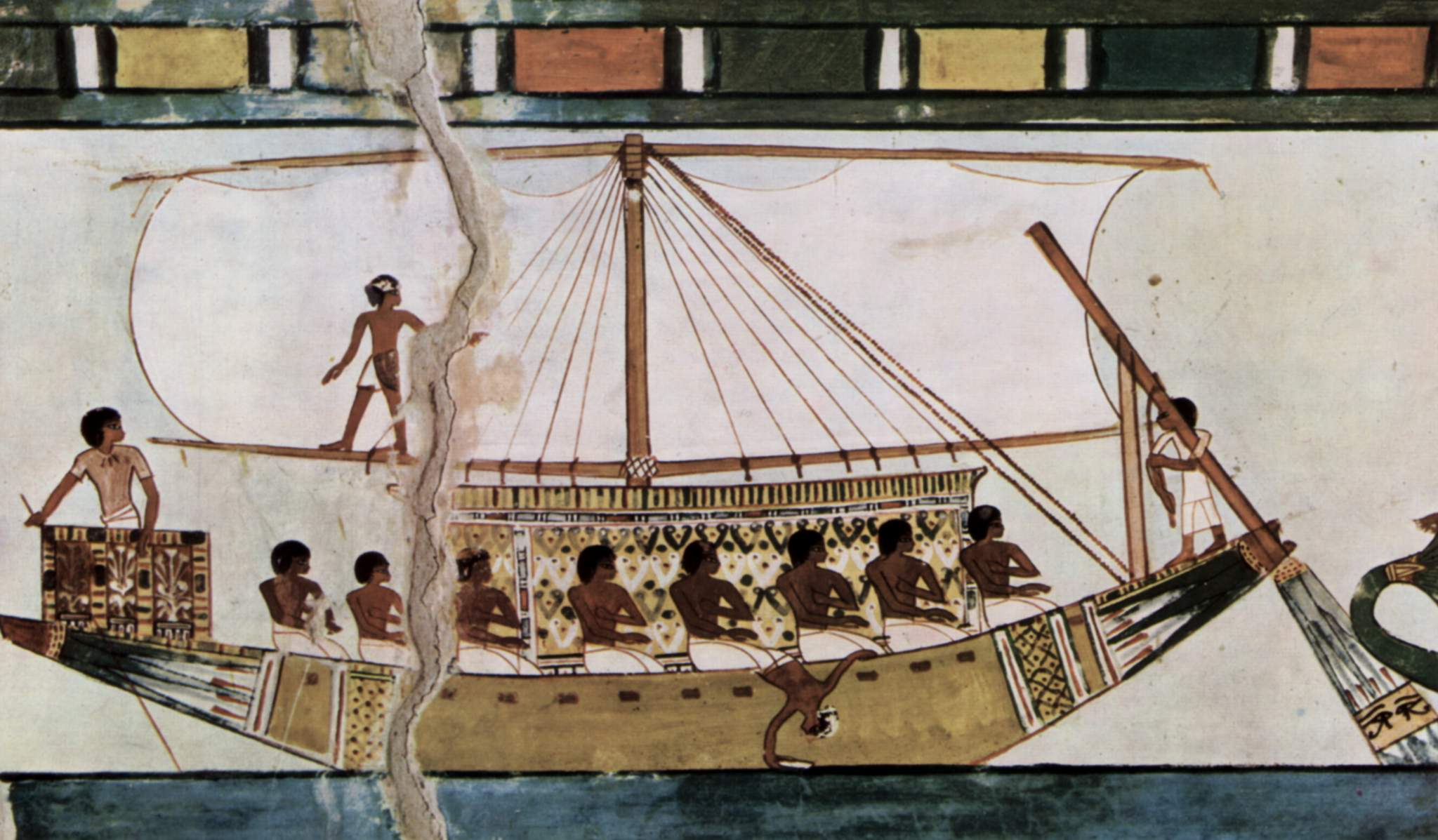
Ägyptisches Segelschiff (Wandbild um 1422–1411 v. Chr.)

Die erste bekannte Darstellung eines Schiffes mit Segel ist auf einer ägyptischen Totenurne aus Luxor aus der Zeit 5000 v. Chr. zu finden. Vornehmlich für die Fahrt auf dem Nil, aber auch für Fahrten über das Mittelmeer und das Rote Meer nutzten die Ägypter Schiffe mit einem Mast und einem großen Rahsegel. Das Segel war bereits drehbar gelagert, sodass die Schiffe auch bei seitlichem Wind segeln konnten.
Im Südchinesischen Meer wurden etwa um 3000 v. Chr. Auslegerkanus entwickelt und zur Besiedlung Polynesiens genutzt. Weiterentwicklungen dieser Mehrrumpfboote, wie beispielsweise Pirogen und Proas, werden heute noch im Regattasport oder als Nutzfahrzeuge verwendet.
Die Phönizier und Griechen entwickelten ab circa 1000 v. Chr. zwei Grundtypen von seegängigen Segelschiffen: das Lastschiff mit geräumigem Rumpf und einem großen Rahsegel und die Galeere, die für die Marschfahrt einen Mast mit mittelgroßem Rahsegel hatte, während eines Seekampfes und bei Flaute aber mit Riemen gerudert wurde.
In den folgenden Jahrhunderten wurden Segelschiffe für zahlreiche Entdeckungs- und Eroberungsreisen genutzt. Beispielsweise berichtet der griechische Historiker Herodot vom ägyptischen Pharao Necho II., der 596–594 v. Chr. eine Erstumsegelung Afrikas (im Uhrzeigersinn) durch phönizische Seefahrer initiierte.

Der griechische Geograph Skylax unternahm um 508 v. Chr. eine Entdeckungsreise von der Indusmündung bis zum Arabischen Meerbusen und weiter um die arabische Halbinsel bis ins Rote Meer und nach Ägypten. Um das Jahr 470 v. Chr. segelte der karthagische Herrscher und Admiral Hanno der Seefahrer von Karthago westwärts, durch die Straße von Gibraltar der Westküste Afrikas entlang bis in den Golf von Guinea. Sein Periplus (Fahrtenbericht) ist innerhalb einer griechischen Handschrift des Codex Palatinus Graecus überliefert. Der griechische Seefahrer Eudoxos aus Kyzikos unternahm 120 bis 117 v. Chr. eine Erkundungsfahrt nach Indien und erkannte dabei die Bedeutung der Monsunwinde für die Segelschifffahrt im Indischen Ozean.
Auch die Römer nutzten um die Zeitenwende kombinierte Ruder- und Segelschiffe für Kriegs- und Handelszwecke. Als wesentliche Weiterentwicklung dieses Zeitraums gilt der Bugspriet als Teil der Takelage. Mit der Ausweitung des Handels zwischen Syrien und Italien mit Gütern des Fernen Ostens nahmen auch Angriffe von Piraten auf Handelsschiffe stark zu. Im Jahre 102 v. Chr. wurde die Plage der kilikischen und kretischen Piraten so arg, dass Rom sich entschloss, Gegenmaßnahmen zu ergreifen. Der Redner Marcus Antonius der Ältere unternahm einen Zug gegen Kilikien, allerdings mit nur mäßigem Erfolg. Die römische Flotte hatte zu allen Zeiten des römischen Reiches eine vergleichsweise geringe Bedeutung im Verhältnis zur Bedeutung des Landheeres.

### Wikingerzeit und Mittelalter

Nachbau einer Kraweel, einem Schiffstyp der Hanse aus dem 15. Jahrhundert

Die Sachsen und Angeln, die als Angelsachsen gegen Ende des Römischen Reiches über die Nordsee nach England auswanderten, hatten Langschiffe mit einem Mast und einem Rahsegel. Die Wikinger perfektionierten diesen Schiffstyp vom 6. Jahrhundert bis zum 8. Jahrhundert. Die Entwicklung einer funktionsfähigen Takelage war der wesentlichste technische Fortschritt im Schiffbau. In Verbindung mit dem schlanken, doppelendigen Schiffstyp konnten die Wikingerschiffe Geschwindigkeiten von bis zu 20 Knoten (37 km/h) erreichen.
Nach dem Ende der Wikingerzeit wurde im Norden aus den breiteren, offenen Handelsschiffen die Hansekogge entwickelt. Sie hatte nur einen Mast und bildete das Rückgrat des Fernhandels der Hanse. Gegen Ende des Mittelalters wurden auch zwei- und dreimastige Schiffe gebaut. Aus ihnen wurde in Spanien und Portugal die Karavelle entwickelt, mit der Christoph Kolumbus, Ferdinand Magellan und Vasco da Gama ihre Entdeckungsreisen unternahmen. Anfang des 15. Jahrhunderts unternahm der chinesische Admiral Zheng He zahlreiche Seefahrten im Indischen Ozean bis nach Ostafrika.

### Neuzeit

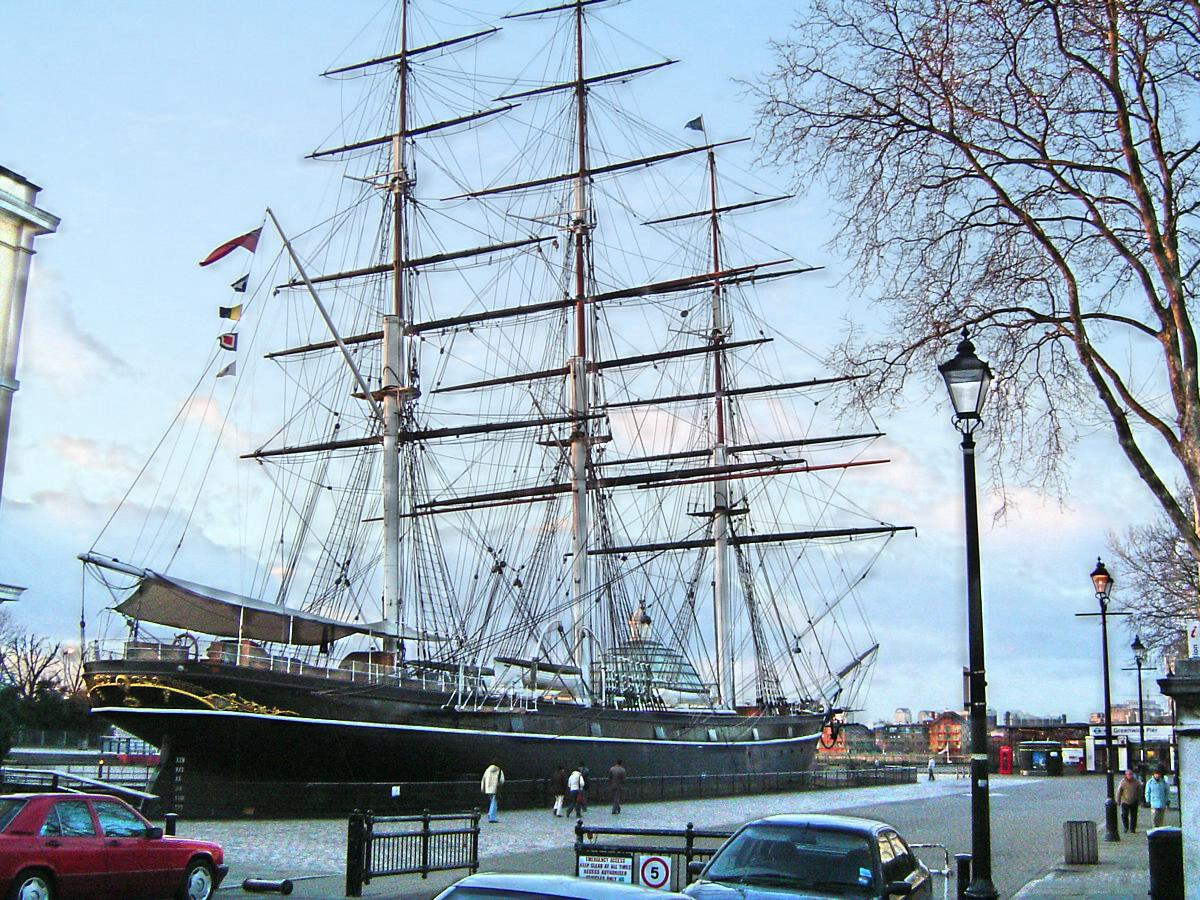
Die Cutty Sark (1869), einer der letzten Teeklipper

Seit dem 17. Jahrhundert verwendete man immer spezialisiertere Formen, unter anderem Linienschiffe (als Kriegsschiffe mit mehreren Kanonendecks) und Fregatten (leichter armierte Schiffe von erhöhter Schnelligkeit). Die Schiffbauer entwickelten immer ausgefeiltere Besegelungen. Die Schiffe wurden schlanker, hatten mehr Tiefgang und konnten immer höher am Wind gesegelt werden. Die Zunahme der Handelsschifffahrt im 19. Jahrhundert brachte die schnellen schnittigen Klipper, die Durchschnittsgeschwindigkeiten bis 18 Knoten erreichten.

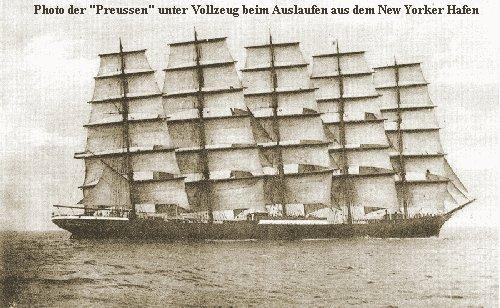
Die Preußen (Fotografie von 1908), nach der France das größte jemals gebaute Segelschiff

Die Verwendung von Eisen (ab etwa 1890 Stahl) als Bootsbaumaterial läutete das Zeitalter der großen Windjammern ein. 1902 bzw. 1911 liefen die Preußen und die France, die größten Segelschiffe aller Zeiten, vom Stapel. Parallel wurden Segelschiffe aber immer mehr durch die manövrierfähigeren und wirtschaftlicheren Dampf- und später Motorschiffe ersetzt. Heute werden Segelschiffe in den Industrienationen fast nur noch als Schulschiff oder Sportboot verwendet. Das größte in Betrieb befindliche Segelschiff der Gegenwart ist die Golden Horizon, die als Luxuskreuzfahrtsschiff Dienst tut.
Zum Freizeitvergnügen wurden Segelboote ab dem Beginn des 18. Jahrhunderts in größerem Stil genutzt, vor allem bei Hofe und durch wohlhabende Geschäftsleute in England und den Niederlanden. 1720 wurde im irischen Cork der erste Yachtclub gegründet, und 1749 startete der Prince of Wales die erste Regatta, bei der es um einen Pokal ging. In der zweiten Hälfte des 19. Jahrhunderts wurden mehrere bedeutende Segelregatten ins Leben gerufen, wie beispielsweise der America’s Cup im Jahre 1851 und die Kieler Woche im Jahre 1882. Der erste Segelclub Deutschlands wurde 1835 unter dem Namen Tavernen-Gesellschaft in Stralau (seit 1920 ein Ortsteil von Berlin) gegründet, hielt sich jedoch nicht lange. Der älteste bestehende deutsche Segelverein, der Segelclub Rhe, wurde 1855 in Königsberg gegründet. Im Jahr 1900 fand der erste olympische Wettbewerb im Segeln statt. Während das Segeln aus Kostengründen als Elitesport für reiche Leute begann, hat es sich inzwischen zunehmend zu einem Breitensport entwickelt.

## Teile eines Segelschiffes

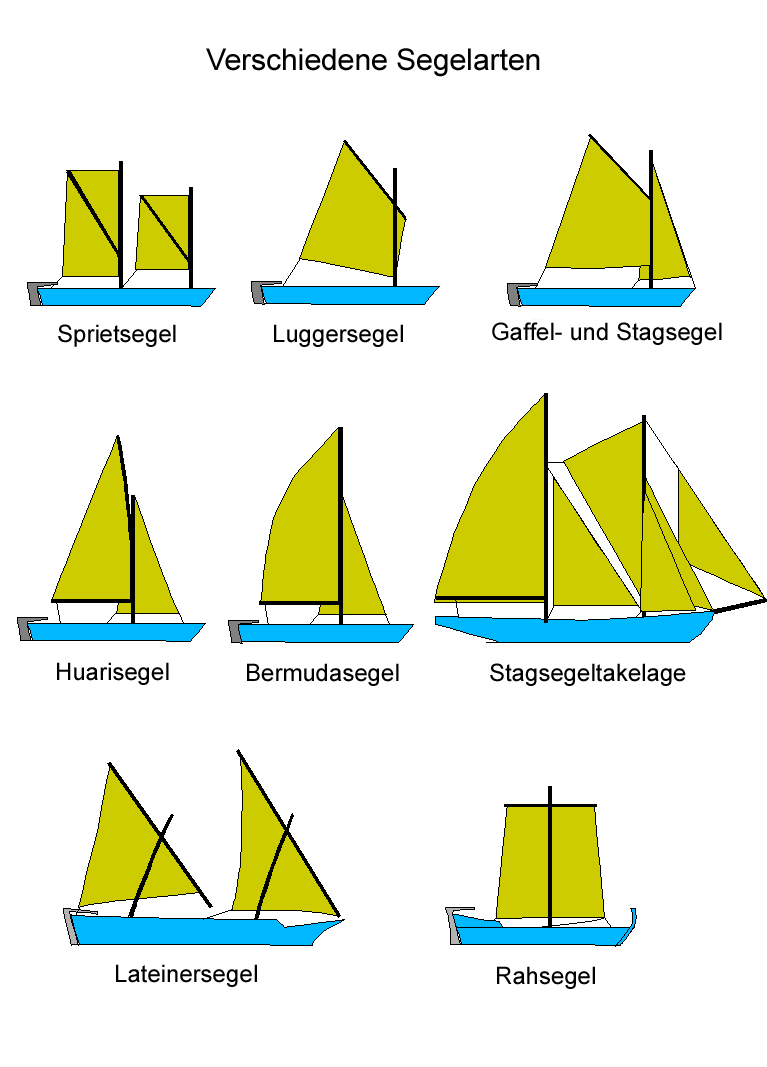

Unabhängig von seiner Größe besteht jedes Segelschiff aus drei wesentlichen Baugruppen: einem oder mehreren Rümpfen, den Segeln und dem Rigg.
Der Rumpf kann aus Stahl, Aluminium, glasfaserverstärktem Kunststoff (GFK), Beton oder Holz gefertigt sein. Schiffe mit einem Rumpf (Yachten und Jollen) werden auch „Monohull“ genannt, im Gegensatz zu Proas, Katamaranen und Trimaranen, die aus zwei bzw. drei parallelen, miteinander verbundenen Rümpfen bestehen und als „Multihulls“ bezeichnet werden. Der Rumpf trägt meist an seiner Unterseite eine mit dem Rumpf fest verbundene Flosse – den Kiel oder das überwiegend in der Tiefe veränderliche Schwert. Diese Bauteile sollen die Abdrift (das Abtreiben) des Schiffes bei seitlichen Winden verringern (siehe Rumpfformen und Stabilität) bzw. die Stabilität des Schiffes bei Seitenlage (Krängung) gewährleisten. Weiterhin befindet sich auf der Unterseite des Rumpfes oder, bei kleineren Booten an dessen Ende, das oder selten die Ruder. Es ist auf Deck mit einer Pinne oder mit einem Steuerrad verbunden, mit denen das Boot gelenkt wird.
Die Segel werden allgemein in Rahsegel und Schratsegel eingeteilt. Rahsegel sind die Segel, die quer zur Mittschiffsebene stehen und dadurch vorzüglich zum Segeln bei Wind von hinten (achterlicher Wind) geeignet sind. Zum Segeln schräg gegen den Wind, beim Kreuzen, sind sie aber, im Verhältnis zu Schratsegeln, nur zu großen Wendewinkeln fähig. Sie sind daher heute, mit Ausnahme von Traditionsschiffen, nicht mehr oder nur noch selten gebräuchlich.

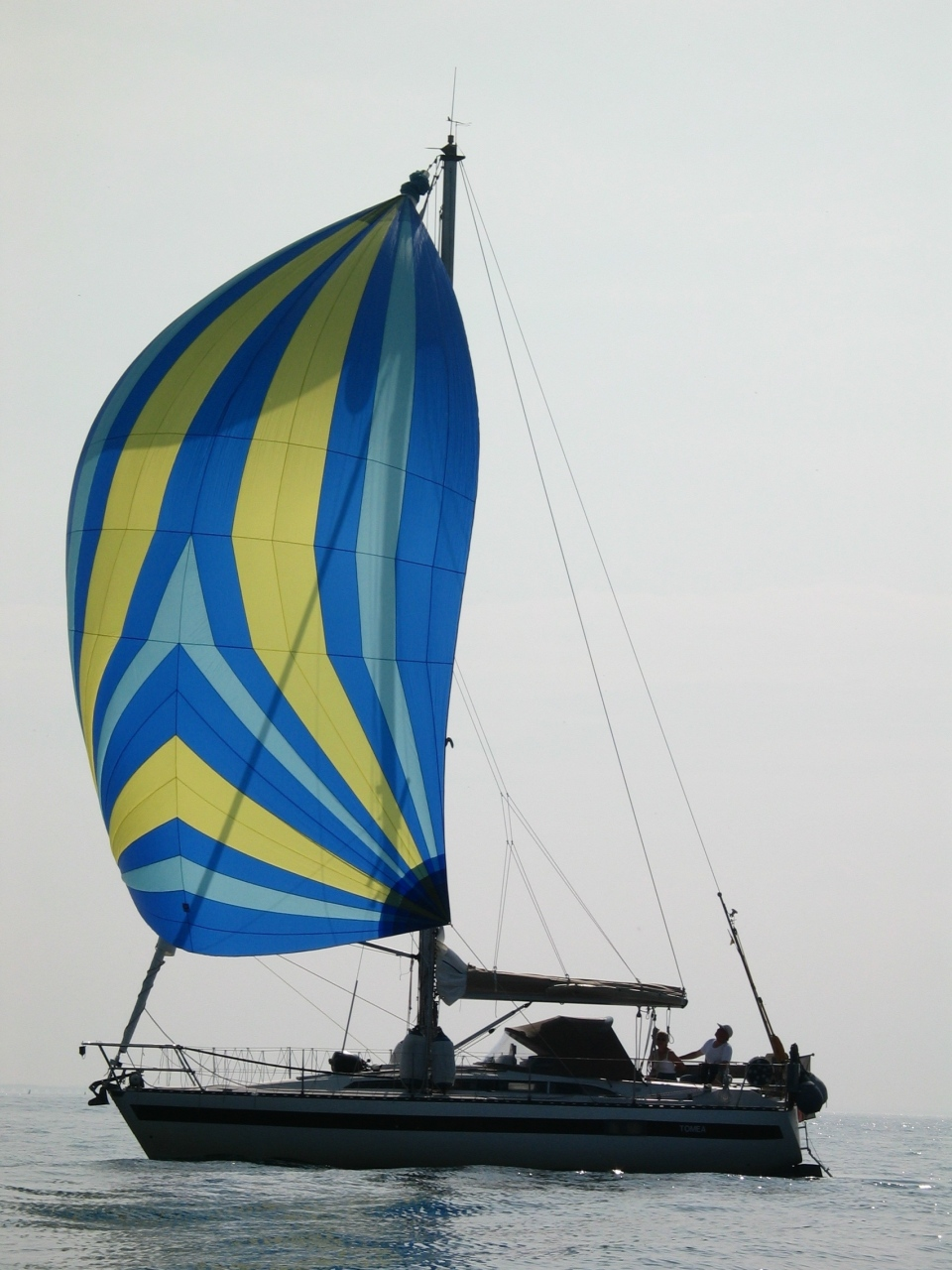
Segelyacht unter Spinnaker

Im Gegensatz dazu ermöglichen die Schratsegel, die mit ihrer Vorderkante (Vorliek) in der Mittschiffsebene zum Beispiel am Mast befestigt sind, auch ein Segeln des Schiffes schräg gegen den Wind (am Wind). Es gibt noch feinere Unterteilungen nach der Segelform, z. B. in Lateinersegel, Luggersegel, Sprietsegel, Gaffelsegel und Hochsegel.
Ein modernes Bermudarigg kann einen Kurs von bis zu 30 Grad bei bis zu 0 Grad Abdrift anliegen, ein klassisches Schratrigg einen Kurs von 45 bis 50 Grad bei einer Abdrift von etwa 5 Grad und ein Rahrigg kann Kurse zum Wind von etwa 60 Grad bei 10–15 Grad Abdrift erreichen.
Der große, bauchige, meist bunte Spinnaker, auch einfach nur „Spi“ genannt, nimmt eine Sonderstellung ein, da er weder der Gruppe der Rahsegel noch der Gruppe der Schratsegel zugeordnet werden kann. Er wird nur an seinen drei Ecken gehalten und dient hauptsächlich dazu, achterlichem Wind eine große Angriffsfläche zu bieten.
Als Segelmaterial wurde früher Baumwolle verwendet. Heute ist es weitgehend durch Polyestergewebe ersetzt worden, bei modernen Regattaschiffen auch durch Aramidfasergewebe (Handelsname Kevlar) oder Laminate.
Zum Rigg (manchmal auch Takelage genannt) zählen Mast und Baum sowie das stehende und das laufende Gut. Gut bedeutet in diesem Zusammenhang so viel wie Tauwerk. Das stehende Gut besteht fast immer aus Stahldraht und stützt den Mast ab. Dazu gehören unter anderem die Stage, die den Mast nach vorne und hinten halten, und die Wanten, die ihm seitlichen Halt geben. Als laufendes Gut wird alles Tauwerk am Schiff bezeichnet, das zum Einstellen der Segel dient. Dazu gehören insbesondere Fallen, mit denen Segel gesetzt und geborgen werden, und Schoten, mit denen der Anstellwinkel der Segel zum Wind verändert wird. Je nach Takelungsart besitzen Schiffe einen (Slup, Kutter) oder mehrere Masten (Yawl, Ketsch, Schoner) mit jeweils einem oder mehreren Segeln.

## Physikalische Grundlagen des Segelns

### Antrieb eines Segelschiffes
Ein Segelschiff wird durch zwei Effekte vorangetrieben: durch den Winddruck auf das Segel und durch die Luftströmung um das Segel, die durch Unterdruck am Segel zieht. In der Praxis überlagern sich meist beide Effekte, wobei je nach Kurs zum Wind der eine oder der andere Teil überwiegt. Die Kräfte werden von den Segeln auf die segelführenden Masten und Schoten, und von dort auf den Schiffsrumpf übertragen. Der Rumpf wird quasi durchs Wasser gezogen. Beim fahrenden Schiff ist die Gegenkraft zum Vortrieb im Wesentlichen der Wasserwiderstand, der auf den Schiffsrumpf wirkt.

#### Winddruck auf das Segel
Trifft der Wind von hinten (auf Vorwindkurs) oder von schräg hinten (auf Raumwindkurs) auf das Segelschiff, erfolgt der Antrieb des Segelschiffes durch den Widerstand, den die Segel dem Wind entgegensetzen. Die Luftströmung wird dabei unterbrochen und der Wind versucht, den Widerstand „wegzuschieben“. Diese Art des Vortriebs wird am günstigsten durch die früher auf Großseglern verwendeten Rahsegel genutzt. Auch die Großsegler fuhren auf Raumwindkurs schneller als auf Vorwindkurs, da bei Letzterem die meisten Segel in den Windschatten der hintersten Segel geraten. Moderne Segelschiffe mit Schratsegeln sind nicht besonders gut für den Antrieb durch Widerstand geeignet, da es den Schratsegeln besonders im oberen, wirksameren Bereich an Segelfläche fehlt. Um diese Nachteile auszugleichen, werden im Kursbereich Vor dem Wind bis Halber Wind zusätzlich große, bauchige Segel wie Spinnaker oder Gennaker eingesetzt.

#### Windströmung am Segel (Tragflächeneffekt)
Segelschiffe sind in der Lage, schräg gegen den Wind zu segeln und aufzukreuzen. Dadurch können Ziele erreicht werden, die entgegen der Windrichtung liegen. Dabei haben Schratsegel die größte Effizienz. Diese Segel verhalten sich strömungstechnisch ähnlich dem Tragflügel eines Flugzeuges. Die Wölbung (der Bauch) des Segels bewirkt komplexe aerodynamische Abläufe und Strömungen rund um das Segel. Das führt im Wesentlichen dazu, dass die anströmende Luft aus ihrer ursprünglichen Richtung abgelenkt wird. Als Reaktion darauf entsteht eine Kraft, die einerseits den Vortrieb und andererseits eine Abdrift (nach Lee) des Schiffes bewirkt. Um die unerwünschte Abdrift zu verkleinern werden optimierte Rumpfformen sowie Kiele und Schwerter eingesetzt.
Der Windeinfallswinkel wird nicht nur durch den Kurswinkel des Schiffes zum tatsächlichen Wind, sondern auch von seiner eigenen Geschwindigkeit geprägt. Der für die Segel relevante wirksame Wind, der scheinbare Wind, fällt immer vorlicher ein als der wahre Wind. Da auch die Geschwindigkeit des scheinbaren Windes mit der Bootsgeschwindigkeit zunimmt, ist es möglich, schneller als der Wind zu segeln.

### Stabilität

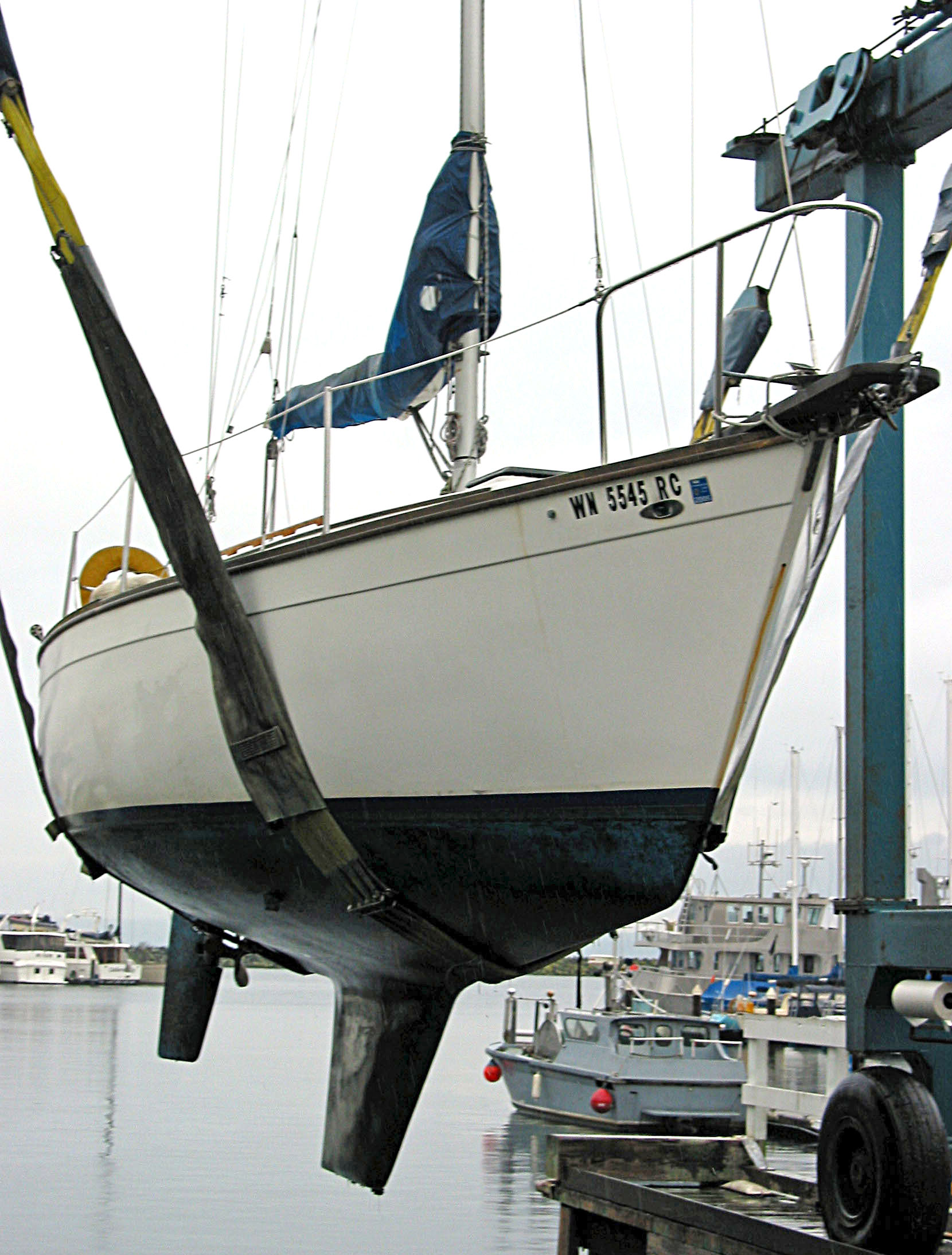
Kiel einer Yacht

Eine wesentliche Aufgabe des Kiels oder Schwertes besteht darin, dem seitlich wirkenden Winddruck auf das Segel einen Widerstand unter Wasser entgegenzusetzen, um die Abdrift nach Lee zu verringern. Die daraus resultierende Schräglage des Bootes wird als Krängung bezeichnet. Auch durch Seegang kann ein Boot in Krängung versetzt werden. Unter der Stabilität eines Bootes wird seine Fähigkeit, diese Krängung auszugleichen und selbständig wieder in die aufrechte Lage zurückzukehren, verstanden. Dies kann auf zwei unterschiedliche Arten geschehen: einerseits durch Formstabilität, bei der die Rumpfform des Bootes eine Rückkehr in die Ausgangslage begünstigt, und andererseits durch Gewichtsstabilität, bei der ein tief liegender Ballastkiel das Boot wieder in die aufrechte Lage zwingt.
Bei gewichtsstabilen Yachten erzeugt der Ballastkiel ein aufrichtendes Drehmoment, das mit zunehmender Krängung immer stärker wird. Ein solches Boot besitzt eine geringe Anfangsstabilität, aber eine hohe Endstabilität, und kann nur unter sehr schweren Wind- und Seegangsbedingungen kentern. Im Gegensatz dazu erfolgt bei formstabilen Booten, wie beispielsweise einer Jolle, der Ausgleich der Krängung durch den Auftrieb des Bootskörpers und eine Verlagerung des Mannschaftsgewichtes nach Luv (Ausreiten). Da durch die Krängung gleichzeitig der Winddruck im Segel abnimmt, kann eine Schräglage bis zu einem bestimmten Grad auf diese Art kompensiert werden. Bei zunehmender Krängung reduziert sich allerdings das aufrichtende Drehmoment, was letztlich zum Kentern führen kann.

## Segelmanöver und Segelpraxis

### Trimm

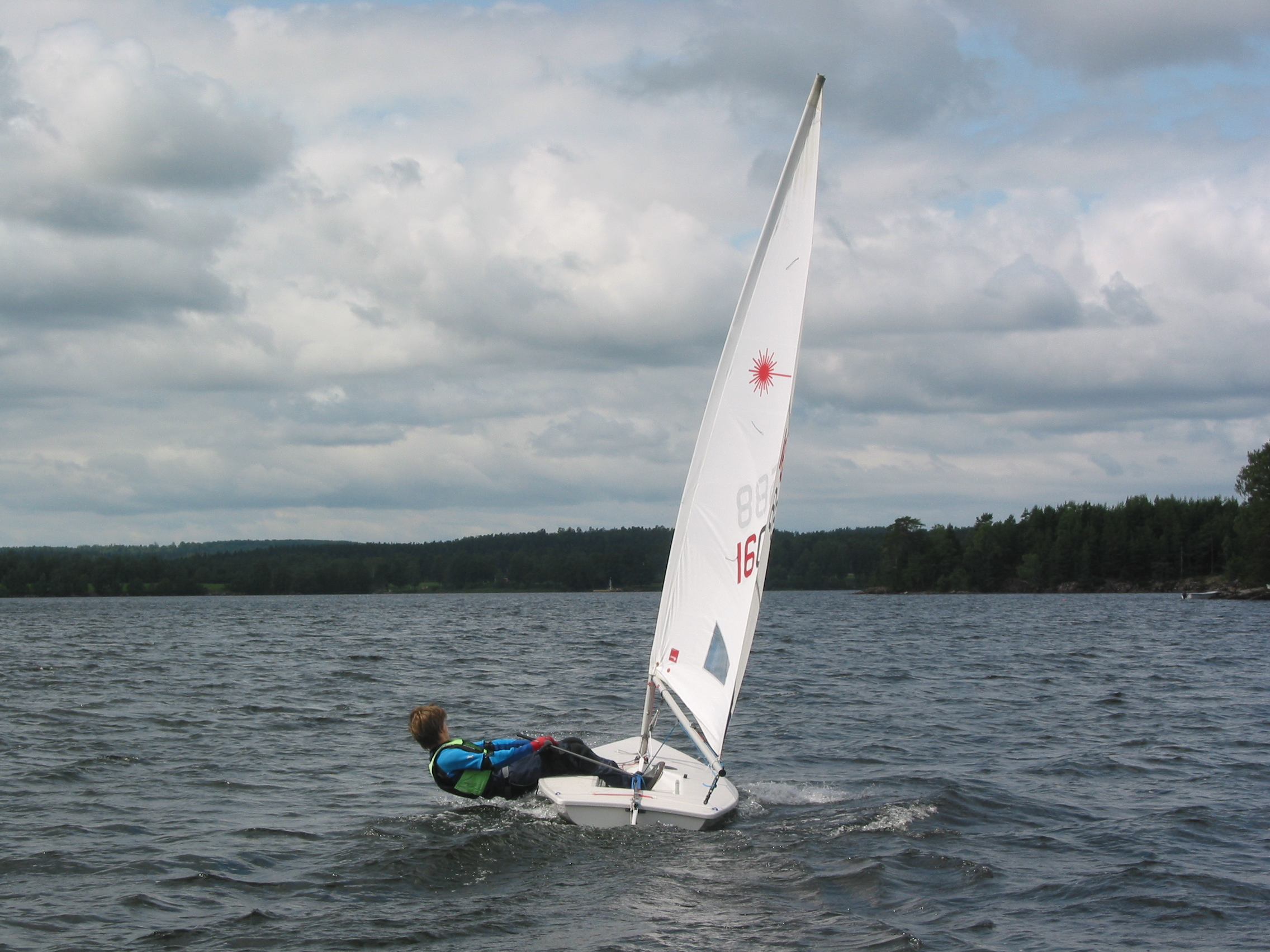
Gewichtstrimm durch Ausreiten

Als Trimm eines Schiffes bezeichnet man seine „Einstellungen“, wie beispielsweise die Gewichtsverteilung auf dem Schiff, die Segelstellung zum Wind und mehr oder weniger starke Spannung auf verschiedenen Leinen. Der Trimm beeinflusst unter anderem die Geschwindigkeit des Schiffes, die Krängung, die Kursstabilität des Schiffes und sein Verhalten im Seegang. Dabei wird zwischen Gewichtstrimm, Segeltrimm und Masttrimm unterschieden.
Gewichtstrimm wird durch Gewichtsverlagerung der Mannschaft, durch bewegliche Kielkonstruktionen oder durch Umpumpen von Wasser, das sich in verschiedenen Ballasttanks befindet, bewerkstelligt. Damit kann einerseits die Schräglage (Krängung) des Schiffes, andererseits auch die richtige Gewichtsverteilung in Schiffslängsrichtung eingestellt werden.
Segeltrimm und Masttrimm erfordern ein hohes Maß an Wissen und Erfahrung, da viele Trimmvorrichtungen sich gegenseitig beeinflussen. Wichtige Trimmmöglichkeiten sind unter anderem der Winkel des Segels zum Wind (einstellbar über die Schoten) und der Bauch des Segels (einstellbar unter anderem über die Spannung der Lieken und den Baumniederholer). Darüber spielen Position, Neigung und Biegung des Mastes eine Rolle (kontrolliert durch das Achterstag bzw. das Vorstag). Der optimale Trimm eines Segels ist von der Windstärke, dem Seegang und dem Kurs des Schiffes zu Wind und Wellen abhängig. Darüber hinaus spielt das Ziel des Trimmens eine Rolle, wie beispielsweise eine hohe Geschwindigkeit, ein hoher Kurs am Wind oder ein angenehmes Verhalten im Seegang.

### Kurse zum Wind
Bei Segelbooten wird die Fahrtrichtung nach der Lage des Bootes zum scheinbaren Wind, bei sehr schnellen Segelfahrzeugen auch zum wahren Wind, bezeichnet, da hiervon die Segelführung und -stellung abhängen. Der Kurs eines Schiffes zum Wind ist dabei streng genommen der Winkel zwischen der Richtung, in die der Bug zeigt (die Rechtvorausrichtung), und der Richtung, aus der der scheinbare Wind bzw. der wahre Wind kommt. In der Praxis unterscheidet man nur qualitativ zwischen Am-Wind-Kurs (Wind schräg von vorne), Halbwindkurs (Wind von der Seite), Raumschotskurs (Wind von schräg hinten) und Vorwindkursen (Wind genau von hinten). Je nach Kurs überwiegt der Antrieb durch Strömung am Segel oder der Antrieb durch Vortrieb (siehe oben).

### Segelmanöver

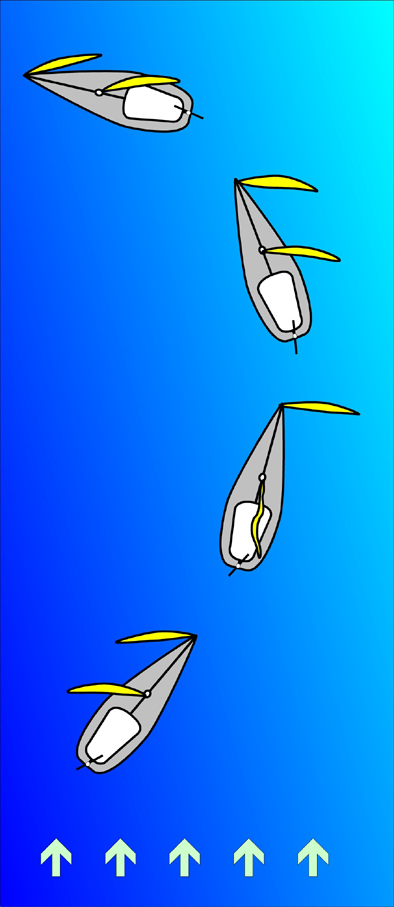
Segelmanöver Halse

Als Segelmanöver wird allgemein jeder Vorgang bezeichnet, bei dem der Kurs des Schiffes zum Wind oder die Segelführung verändert werden. Eine genaue Beschreibung der hier aufgeführten Segelmanöver erfolgt in den jeweiligen Hauptartikeln.

#### Kursänderungen
Eine Drehung des Bootes an den Wind (mit dem Bug zur Windrichtung hin) nennt man anluven. Die entgegengesetzte Bewegung, mit dem Bug vom Wind weg, heißt abfallen. Eine Drehung der Bugspitze durch den Wind hindurch, so dass das Segel von der anderen Seite her wieder angeströmt wird, nennt man Wende. Der entgegengesetzte Vorgang, das Heck durch den Wind zu drehen, heißt Halse. Eine besondere Form der Wende ist die Q-Wende (auch „Kuh-Wende“ genannt), die anstelle einer Halse gefahren werden kann. Ein Ziel, das in der Richtung liegt, aus der der Wind weht, erreicht man durch Kreuzen (auch Aufkreuzen genannt), das heißt Fortbewegung am Wind schräg in Richtung des Ziels mit regelmäßigen Wenden.
Ein Aufschießer ist der Vorgang, das Boot über das Anluven hinaus mit der Bugspitze in den Wind zu drehen. Dies stellt die einzige Möglichkeit dar, ein Segelschiff zum Stehen zu bringen. Allerdings ist dieser Zustand nicht stabil, weil das Schiff durch den Wind von vorn achterliche Fahrt aufnimmt und schon bei leicht seitlichem Wind schnell zu einer Seite hin abfällt.
Beidrehen und Beiliegen nennt man ein Manöver und dessen Resultat, bei dem das Vorsegel back gesetzt wird (auf die „falsche“ Seite des Schiffes, nämlich die Luvseite gebracht wird). Dadurch liegt das Boot sehr ruhig fast quer zum Wind und bewegt sich nur wenig vorwärts und nach Lee. Ein Segel zu schiften bedeutet, auf einem Vorwindkurs das Segel auf die andere Schiffsseite zu bringen, ohne dabei den Kurs zu ändern.
Ein Mann-über-Bord-Manöver dient dazu, das Boot wieder zu einer über Bord gegangenen Person zurückzubringen. Es gibt verschiedene Versionen dieses Manövers, die je nach Bootstyp, aktueller Segelführung und Wind- und Seegangsverhältnissen mehr oder weniger gut anwendbar sind.

#### Segelführung

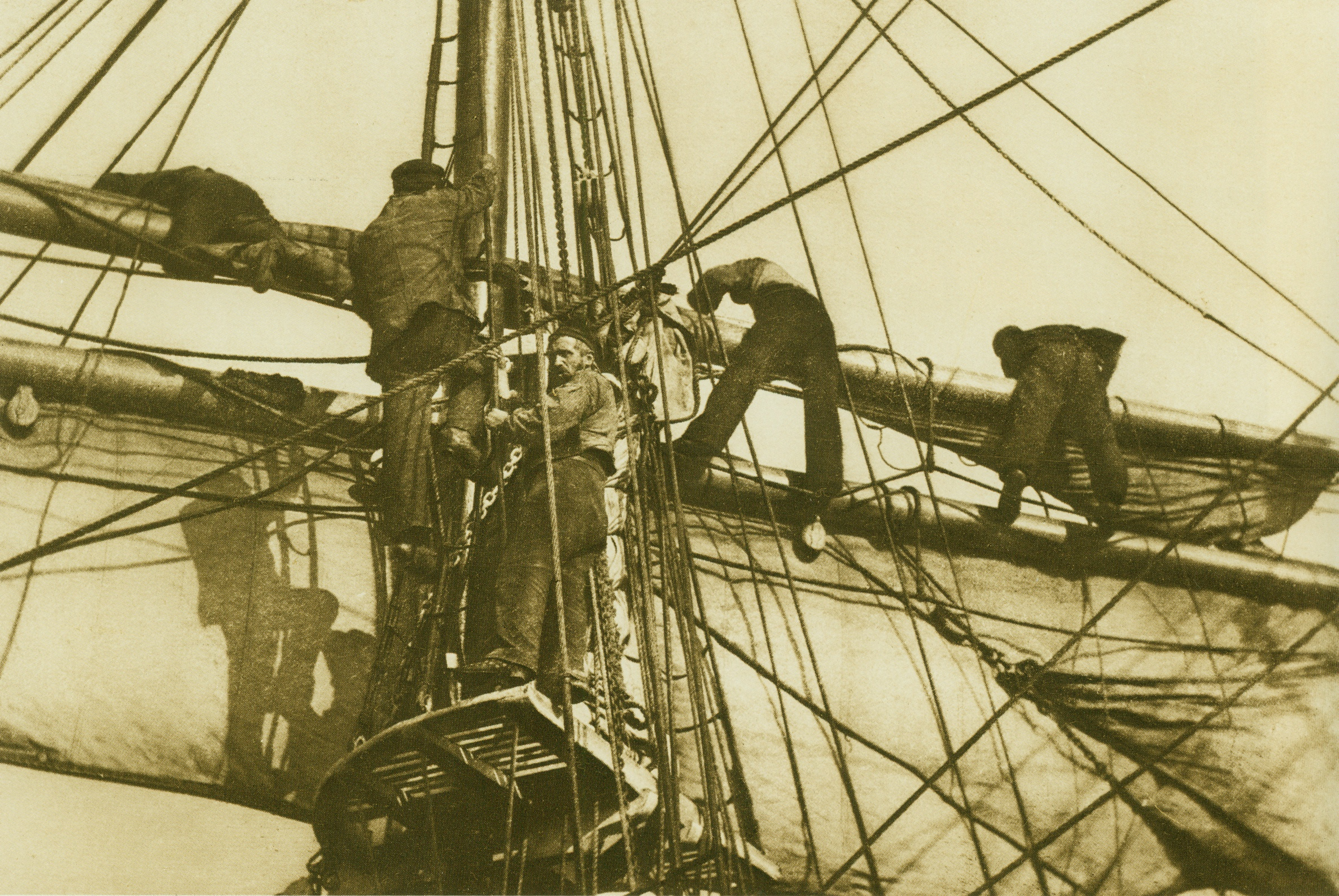
Segelmanöver auf einem Großsegler (Ende 19. Jh.)

Bevor ein Segel genutzt werden kann, muss es angeschlagen, das heißt am Rigg befestigt werden, falls es nicht sowieso permanent angeschlagen bleibt. Zum Segeln muss das Segel gesetzt (das heißt meist hochgezogen) werden; am Ende der Fahrt oder bei einem Segelwechsel wird es wieder geborgen.
Zur Segelführung gehört weiterhin das Reffen: Um bei starkem Wind oder Sturm die Krängung des Bootes zu verringern, kann die dem Wind ausgesetzte Fläche eines Segels verkleinert werden. Lässt der Wind nach, kann das Segel wieder ausgerefft, das heißt die Segelfläche wieder vergrößert werden. Es gibt unterschiedliche Reffsysteme, die jeweils ihre Vor- und Nachteile haben. Mit einem Bindereff wird der untere Teil des Segels in mehreren Abstufungen auf dem Baum zusammengerafft und dort fixiert. Mit einem Rollreff wird dagegen das Segel stufenlos in den Mast oder in/um den Baum gerollt. Ein Vorsegel mit einer Rollreffanlage wird um das Vorstag gewickelt, das dann oft als Aluminiumprofil um das eigentliche Drahtseil ausgeführt ist. Das Wickeln wird oft unterstützt durch eine endlos um eine Trommel geführte Reffleine, bei großen Yachten auch mittels elektrischer oder hydraulischer Antriebe.
Ist bei weiter zunehmendem Wind die Segelfläche immer noch zu groß, müssen spezielle Sturmsegel gesetzt werden (Sturmfock als Vorsegel und Trysegel anstelle des Großsegels) oder die Segel müssen ganz geborgen werden (vgl. Abwettern).

### Schwerwettersegeln
Starker Wind oder Sturm stellt eine besondere Herausforderung für die Besatzung eines Segelschiffes dar. Um zu starke Krängung beziehungsweise ein Kentern zu vermeiden, wird die Segelfläche durch Reffen verkleinert. Sollte das Segeln im eigentlichen Sinn durch immer höhere Windgeschwindigkeiten unmöglich werden, wird oft versucht, das Schiff durch Beiliegen zu stabilisieren. Herrscht eine so schwere See, dass ein Beiliegen nicht mehr möglich ist, werden alle Segel geborgen und das Schiff lenzt vor Topp und Takel, das heißt, das Schiff läuft nur durch die Windkraft auf das Rigg angetrieben, vor Wind und Wellen ab. Der Rudergänger hat dabei die schwierige Aufgabe, das Heck des Schiffes zur anrollenden Welle zu halten und ein Querschlagen zu verhindern.
Um die Geschwindigkeit des Bootes beim Ablaufen vor den Wellen zu verringern, kann ein Treibanker über den Bug oder das Heck des Schiffes ausgebracht werden. Welche Sturmtaktik am erfolgreichsten ist, hängt stark vom jeweiligen Boot, der Zusammensetzung und dem Zustand der Besatzung, den vorherrschenden Wetterbedingungen und der Entfernung zum Land (oder von Untiefen) ab.

## Segelsport
Es gibt zwei unterschiedliche Arten des sportlichen Segelns: Regattasegeln und Fahrtensegeln – vergleichbar dem Unterschied zwischen einem Radrennen und einer Radtour. Seit den Olympischen Spielen 1900 ist Segeln eine olympische Sportart.

### Regattasegeln

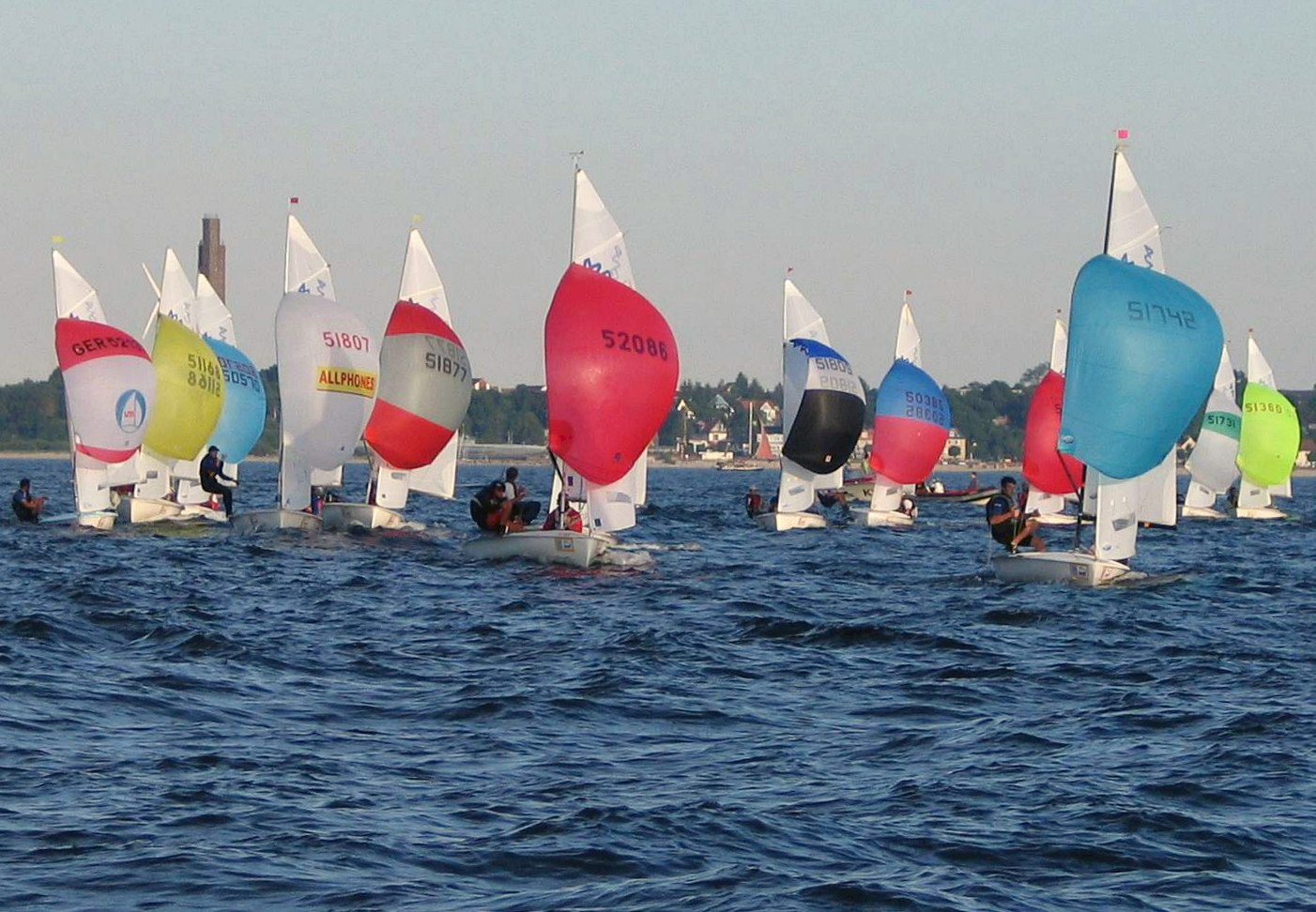
Regattafeld 420er Jollen unter Spinnaker (Kieler Woche, 2005)

Regattasegeln ist ein Wettkampfsport, bei dem eine vorher abgestimmte Strecke von zwei (Match Race) oder mehr (Fleet Race) Booten zur selben Zeit befahren wird. Die Dauer eines Wettkampfes kann von Stunden bei Jollenregatten bis zu Monaten bei Hochseeregatten betragen. In Jollenregatten werden meist mehrere Wettfahrten in einer Regatta durchgeführt, die Einzelergebnisse werden nach einem vorgeschriebenen Verfahren zusammengefasst und so der Gewinner ermittelt. Regatten werden meist nach den Wettfahrtregeln der World Sailing ausgetragen.

Eine Regatta wird oft im sogenannten „olympischen Dreieck“ gefahren.
Kleinere Kielboote und Jollen sind meist sogenannte Einheitsklassen (auch One-Designs genannt). Diese Boote unterliegen strengen Beschränkungen (Klassenbestimmungen) in Bezug auf Bau und Ausrüstung. Dadurch wird sichergestellt, dass gleichwertige Boote gegeneinander segeln und das seglerische Können im Vordergrund steht.
Bei größeren Yachten sind die Stückzahlen der Boote jedoch zu klein, um ausreichend große Startfelder zu erhalten. Hier müssen unterschiedliche Boote gegeneinander segeln. Um den Wettkampf fair zu gestalten, gibt es sogenannte Vermessungsformeln, nach denen das Geschwindigkeitspotential der Boote theoretisch vorherberechnet wird (IMS, IRC, ORC) oder aber aus Erfahrungswerten (z. B. Yardstick) bestimmt wird. Jedes Boot erhält einen individuellen Rennwert, mit dem die gesegelte Zeit zur sogenannten „berechneten Zeit“ korrigiert wird. Das erste Boot im Ziel ist daher oft nicht der Sieger, da ein langsameres Boot nach berechneter Zeit die bessere Leistung erbracht haben kann.
Die beiden größten Segelsportveranstaltungen der Welt sind die Kieler Woche mit Regatten in olympischen und nichtolympischen Bootsklassen und die Travemünder Woche mit Wettfahrten in 34 Klassen. Weiterhin ist die Warnemünder Woche von großer nationaler Bedeutung. Diese Regatten sind für jeden Teilnehmer ohne Qualifizierung offen, andere erfordern eine vorherige Ausscheidung. Die wohl aufwändigste Regatta ist der seit 1851 bestehende America’s Cup, der in geschützten Küstengewässern nach Wahl des Titelverteidigers abgehalten wird. Bekannte Hochseeregatten sind beispielsweise die Einhandregatta Vendée Globe rund um die Welt, und das Volvo Ocean Race, eine alle vier Jahre stattfindende Weltumsegelung. Wie in jedem Wettkampfsport ist der logistische und finanzielle Aufwand für die Teilnahme an Regatten umso größer, je internationaler die Veranstaltung ausgerichtet ist und je höher der eigene Anspruch ist. Um diesen Aufwand etwas zu reduzieren und eine Möglichkeit zum regelmäßigen Training mit Gleichgesinnten zu haben, sind regelmäßige Regattasegler meist in Segelvereinen organisiert.

### Fahrtensegeln

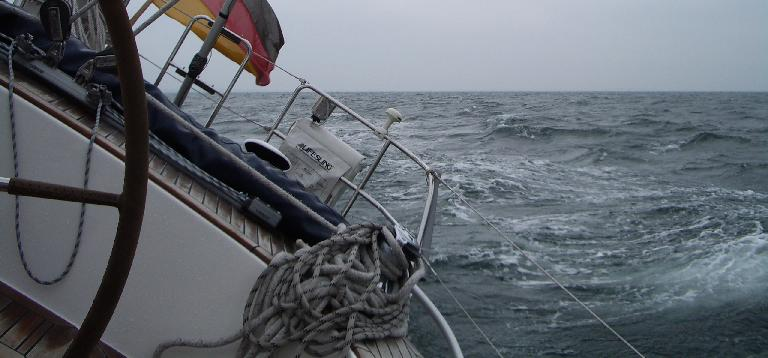
Raue Winde, Ostsee (2005)

Unter Fahrtensegeln werden meist mehrtägige Segeltörns verstanden, die mehr oder weniger sportlich ausgeprägt sein können, aber eher der Erholung oder dem Fortkommen dienen als dem Wettkampf mit anderen Booten. Das Fahrtensegeln umfasst ein weit gefächertes Spektrum, von kurzen Tagestörns bis zur mehrere Jahre dauernden Weltumsegelung. Seine Faszination besteht vor allem im intensiven Erleben der umgebenden Natur und in der Herausforderung, sich mit deren Kräften zu arrangieren und sie für sich zu nutzen. Die dafür notwendige Konzentration auf den Vorgang des Segelns an sich bewirkt bei vielen Seglern schon nach kurzer Zeit einen starken Erholungseffekt vom Alltag.
Die Ausrüstung einer Charteryacht ist meist deutlich mehr auf Wohnkomfort und Sicherheit ausgelegt als die einer Regattayacht, die vor allem auf geringes Gewicht getrimmt wird. Ein mehrtägiger Törn unterscheidet sich von einem Tagestörn, der meist wieder im Ausgangshafen endet, hauptsächlich durch den deutlich höheren Bedarf an Verpflegung, Trinkwasser und Ausrüstung. Wird nachts durchgesegelt, sind deutlich mehr Erfahrung und Ausrüstung für Sicherheit und Navigation erforderlich als für das Segeln bei Tage. Langzeittörns, insbesondere wenn sie auf das offene Meer hinaus führen (Hochseesegeln oder Blauwassersegeln), bedürfen einer sorgfältigen Planung und viel Erfahrung sowohl in der Seemannschaft als auch im Crew-Management, da außerhalb eines vom Wetterbericht abgedeckten Zeitraumes mit Schwerwetter und Sturm gerechnet werden muss. Überdies kann im Notfall nicht ohne weiteres Hilfe angefordert werden, weshalb Unfälle oder Schäden am Boot von der Crew selbst auch über längere Zeit bewältigt werden müssen. Weltweites Hochseesegeln ist auch heute noch ein großes Abenteuer, weil dabei der gewohnte Schutz und Komfort der Zivilisation verlassen wird. Eine Atlantiküberquerung dauert, je nach Schiffsgröße und Windbedingungen, zwischen 20 und 30 Tagen, die Überquerung des Pazifischen Ozeans noch deutlich länger.
Im Unterschied zu Regattaseglern organisieren Fahrtensegler ihre Törns meist auf individueller Basis und sind eher selten in Vereinen organisiert. Es gibt aber Vereine wie Trans-Ocean, die mit dem Zweck gegründet wurden, Blauwasserseglern Stützpunkte und Ansprechpartner in aller Welt anzubieten und den gegenseitigen Nachrichtenaustausch zu erleichtern.

### Verband
Der 1888 gegründete Deutsche Segler-Verband (DSV) ist die nationale Interessenvertretung und der Spitzensportverband der deutschen Segler. Er ist Dachverband für über 1200 Segelvereine und Surfclubs (Stand: 2019), für 16 Landesseglerverbände und 85 Klassenvereinigungen. Rund 188.000 Mitglieder sind im DSV gemeldet. Der Sitz des Verbands befindet sich in Berlin.

### Inklusion
Segeln (Special Olympics) ist eine Sportart, die auf den Regeln von Segeln beruht und in Wettbewerben und Trainingseinheiten der Organisation Special Olympics weltweit für geistig und mehrfach behinderte Menschen angeboten wird. Segeln ist seit 1995 bei Special Olympics World Games vertreten.

## Gesetzliche Vorschriften

### Ausbildung und Führerscheine
In Küstengewässern und im Binnenbereich hat jeder Staat seine eigenen Führerscheine und Vorschriften zur Führung von Segelbooten. In den Hoheitsgewässern anderer Staaten braucht der Schiffsführer mindestens die Führerscheine, die in seinen heimatlichen Küstengewässern vorgeschrieben sind. Während die Hafenbehörden innerhalb Europas die Führerscheine für den Küstenbereich meistens gegenseitig anerkennen, ist außerhalb Europas eine Klärung im Einzelfall notwendig. Für das Segeln auf hoher See ist offiziell kein Führerschein erforderlich. Unabhängig von den gesetzlichen Regelungen verlangen jedoch Vercharterer von Segelyachten oder Versicherungen gelegentlich den Nachweis von Zusatzkenntnissen des Skippers und manchmal auch des Co-Skippers. Solche Zusatzkenntnisse können beispielsweise durch freiwillige höhere Scheine für das entsprechende Fahrtgebiet oder durch Seemeilenbestätigungen nachgewiesen werden. Im Folgenden werden die gesetzlichen Regelungen für Sportboote im deutschsprachigen Bereich beschrieben.

#### Deutschland

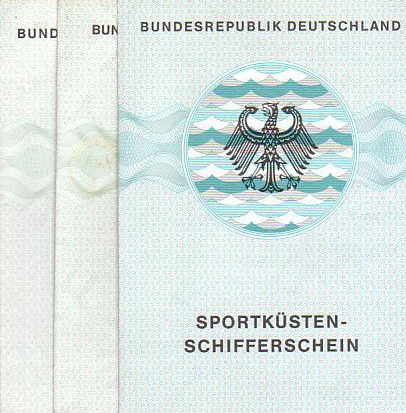
Führerscheine Deutschland

In Deutschland gibt es insgesamt fünf amtliche Führerscheine und zwei nichtamtliche Führerscheine, die zum Führen eines Sportbootes berechtigen. Generell ist für das Führen eines Segelbootes ohne Motor ein Führerschein nicht vorgeschrieben, sofern es keine anderen lokalen Vorschriften dazu gibt (siehe unten). Für Boote mit Motor ist erst ab einer Gesamtmotorleistung von 11 kW (15 PS) auf Binnenschifffahrtsstraßen der Sportbootführerschein Binnen (IZA, internationales Zertifikat A) und auf Seeschifffahrtsstraßen der Sportbootführerschein See (IZB, internationales Zertifikat B) amtlich vorgeschrieben.
Darüber hinaus gibt es für den Seebereich weitere Scheine, die aber bei privater (nicht gewerblicher) Nutzung des Bootes nicht amtlich vorgeschrieben sind. Diese Scheine dienen als Befähigungsnachweise z. B. gegenüber Versicherungen, Vercharterern oder Mitseglern. Das sind:
- Sportküstenschifferschein (SKS) bis zwölf Seemeilen (sm) vom nächsten Land
- Sportseeschifferschein (SSS) bis 30 sm von der Basislinie und für Nord- und Ostsee sowie Schwarzes Meer und Mittelmeer unbegrenzt
- Sporthochseeschifferschein (SHS) für die weltweite Fahrt

Bei gewerblicher Nutzung einer Yacht sind die Scheine SKS, SSS und SHS für das entsprechende Seegebiet gesetzlich vorgeschrieben.
In Binnengewässern, die nicht dem Bund unterstehen (beispielsweise in und um Berlin und auf dem Bodensee), können zudem zusätzliche oder abweichende Vorschriften gelten, zum Beispiel ist in Berlin ab einer Segelfläche von drei Quadratmetern der Sportbootführerschein Binnen (unter Segel) vorgeschrieben, der ab 14 Jahren erworben werden kann. Auf einigen Wasserstraßen gibt es die Möglichkeit, Sportboote führerscheinfrei mit einer sogenannten „Charterbescheinigung“ zu führen. Für die Teilnahme am Binnen- oder Seefunk und den Erwerb großkalibriger Seenotsignalmittel sind gesonderte Nachweise und Zeugnisse zu erwerben.
Die Prüfungen zu allen relevanten Führerscheinen nimmt der Deutsche Segler-Verband (DSV) sowie der Deutsche Motoryachtverband (DMYV) im Auftrage des Bundesministeriums für Verkehr (Führerscheine) und der Bundesnetzagentur (Funkzeugnisse) ab.

#### Österreich
Die Ausbildung in Österreich erfolgt in Segel- beziehungsweise Seefahrtsschulen. Die Grundbegriffe des Segelns können im Segel-Grundkurs erlernt werden. Durch eine kleine Abschlussprüfung kann der Junior-Schein (Alter des Kandidaten bis zwölf Jahre) beziehungsweise der Segel-Grundschein (ab 12 Jahre) erworben werden.
Der A-Schein des Österreichischen Segel-Verbandes (OeSV) ist die nächsthöhere Ausbildungsstufe. Er gilt auf österreichischen Binnengewässern und endet mit einer theoretischen sowie einer praktischen Prüfung. Die Prüfung wird von vom Segelverband ernannten Prüfern vorgenommen. Man kann ab 14 Jahren zur Prüfung antreten.
Zum Segeln am Meer sind weitere Ausbildungsschritte vorgesehen. Für die Abschlussprüfungen dieser Kurse sind das vollendete 18. Lebensjahr, das 16. Lebensjahr für den Fahrbereich 1, sowie Nachweise über bereits zurückgelegte Seemeilen erforderlich. Der Befähigungsausweis Fahrbereich 1 (Tages- und Wattfahrt) ermächtigt zum Führen einer Jacht bis maximal 10 Meter Länge und bis maximal 3 Seemeilen Entfernung zur Küste. Die Befähigungsausweise für küstennahe Fahrt beziehungsweise Küstenfahrt berechtigen zum selbständigen Führen einer Segelyacht im Fahrtenbereich 2 (Küstenfahrt – bis zu 20 Seemeilen Küstenentfernung) beziehungsweise Fahrtenbereich 3 (küstennahe Fahrt – bis zu 200 Seemeilen Küstenentfernung). Es gibt eine Längenbeschränkung bis 24 Meter für die Fahrbereiche 2,3 und 4.
Zum weltweit selbständigen Führen einer Segelyacht ist der Befähigungsausweis des Fahrtenbereiches 4 vorgesehen. Es gibt unterschiedliche, vom österreichischen Ministerium für Verkehr und Innovation genehmigte Prüfungsstellen, die Prüfungen abnehmen. Nach bestandener Prüfung kann um Ausstellung eines sogenannten IC (International Certificate of Competence) bei der Via donau angesucht werden. Dieses stellt (neben dem Bodenseeschifferpatent) den einzigen amtlichen Befähigungsausweis für Segelfahrzeuge in Österreich dar.

#### Schweiz

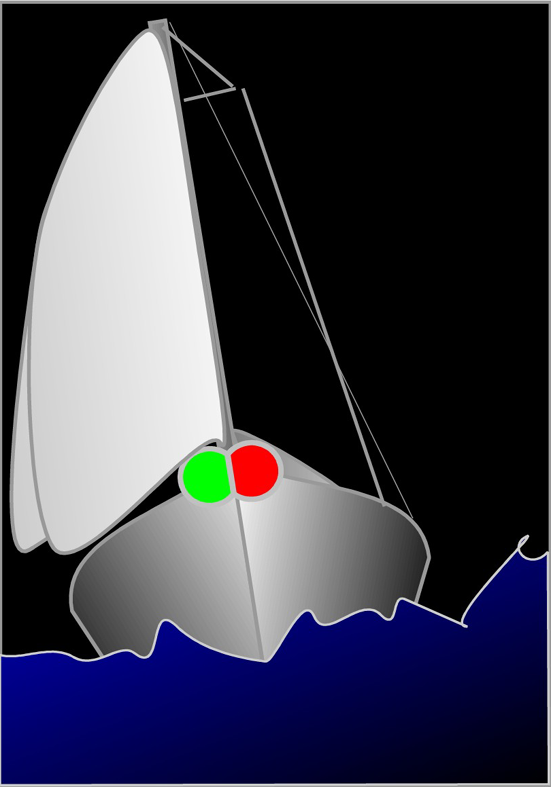
Zweifarbenlaterne

Auch in der Schweiz gibt es in Segelschulen praktische und theoretische Kurse, um das Segeln zu erlernen. Zum Segeln von Booten mit mehr als 15 m² Segelfläche ist ein Führerausweis der Kategorie D (D-Schein) vorgeschrieben. Zum Erlangen dieses Ausweises ist das Ablegen einer theoretischen und einer praktischen Prüfung erforderlich. Für Segelboote mit einem Hilfsmotor von mehr als sechs Kilowatt Leistung ist zusätzlich der Bootsführerschein A (A-Schein) nötig. Wer unter Schweizer Flagge auf dem Meer segeln will, benötigt den Hochseeschein (International Certificate for Operators of Pleasure Craft). Voraussetzung hierfür sind der D-Schein, eine bestandene Theorieprüfung sowie der Nachweis von Hochseepraxis in Form von 1000 gefahrenen Seemeilen.

### Ausweichregeln und Lichterführung
Nach den internationalen Kollisionsverhütungsregeln (KVR) sind Motorfahrzeuge gegenüber Segelfahrzeugen in der Regel ausweichpflichtig. Ausnahmen gelten beispielsweise für manövrierbehinderte Motorfahrzeuge. Bei der Begegnung von Segelfahrzeugen untereinander entscheiden der Kurs zum Wind und die Segelstellung, welches der beiden Fahrzeuge ausweichpflichtig ist. Im Küstenbereich und in der Binnenschifffahrt gelten für die Begegnung zwischen Segel- und Motorbooten teilweise abweichende Regelungen, die (in Deutschland) in der Seeschifffahrtsstraßen-Ordnung und in der Binnenschifffahrtsstraßen-Ordnung festgelegt sind und durch örtliche Regelungen (zum Beispiel der Hamburger Hafenordnung) ergänzt sein können. Im Binnenbereich richtet sich die Ausweichpflicht beispielsweise nach dem Verlauf des Fahrwassers und der Größe der beteiligten Schiffe.
Neben den Ausweichregeln sind in diesen Gesetzestexten auch die Lichterführung für Segelfahrzeuge vorgeschrieben. In den meisten Fällen benötigen Segelboote in Fahrt ein rotes und ein grünes Seitenlicht sowie ein weißes Hecklicht. Die Seitenlichter können bei Booten unter 20 Meter Länge in einer Zweifarbenlaterne zusammengefasst sein oder inklusive des Hecklichtes in einer Dreifarbenlaterne im Masttop geführt werden. Für sehr kleine Segelboote ist auch ein weißes Rundumlicht ausreichend.

## Yachtgebräuche

### Flaggenführung
In aller Regel verwenden seegehende Yachten folgende Flaggen:
- die eigene Nationalflagge an einem Flaggenstock am Heck. Auf See führt eine Ketsch oder Yawl die Nationale im Topp des Besanmastes, ein Schiff mit Gaffelrigg an der Gaffel des achtersten Segels (meist Großsegel oder Besansegel),
- im Ausland die (kleinere) Gastlandflagge unterhalb der Steuerbord-Saling,
- den Clubstander des eigenen Segelvereins im Masttopp des Großmastes oder unter der Backbord-Saling,
- während einer Hochsee-Segelregatta wird an der Stelle des Clubstanders oft eine (private) Rennflagge geführt; die Nationalflagge wird im Rennen auf See nicht, sondern nur nach Aufforderung z. B. durch ein Kriegsschiff gezeigt,
- ggf. Signalflaggen unter der Backbordsaling (beim Signalisieren natürlich ohne Clubstander).
- selten die Nationalflaggen der Heimatländer von Crewmitgliedern unterhalb der Backbord-Saling, wenn diese besonders erwähnt oder geehrt werden sollen. Auf Charteryachten ist es üblich, die Nationalität der Crew so zu kennzeichnen.
- nach Auslandsreisen bei Rückkehr in den Heimathafen werden oft die Gastlandflaggen der besuchten Länder unter der Steuerbord-Saling in der Reihenfolge der angelaufenen Häfen von oben nach unten gesetzt.

Der Clubstander weht Tag und Nacht an seinem Platz. Manche Yachtsegler folgen der Tradition, die National- und die Gastlandflagge morgens zu hissen und am Abend einzuholen. Dieses Zeremoniell wird Flaggenparade genannt und scheint in nordeuropäischen Gewässern noch verbreitet zu sein.

### Höflichkeitsregeln
Unter Yachtleuten hat sich eine Reihe von Höflichkeitsregeln etabliert. Dazu gehört beispielsweise, dass in einen Hafen einlaufenden Gastyachten von Einheimischen ein freier Liegeplatz und beim Anlegemanöver Bereitschaft zur Hilfeleistung gezeigt wird. Möchte jemand, da keine Liegeplätze mehr frei sind, an einer anderen Yacht längsseits gehen, sollte um Erlaubnis ersucht und es sollten genügend Fender ausgebracht werden. Es ist üblich, diese Erlaubnis im Regelfall nicht zu verweigern. Muss man zum Landgang über eine fremde Yacht steigen, geht man (selbstverständlich nicht mit schmutzigen Straßenschuhen) möglichst über das Vorschiff der fremden Yacht und nicht durch das Cockpit im hinteren Teil des Schiffes, von wo aus man die Privaträume einsehen kann.
In in- und ausländischen Häfen müssen meistens auch für Sportboote Liegegebühren als Bringschuld beim Hafenmeister bezahlt werden. Es ist guter Yachtgebrauch, das Hafengeld nicht zu prellen.

## Kulturelles

### Segeln in der Literatur
Die Segelliteratur lässt sich in mehrere Bereiche unterteilen. Neben der Fachliteratur, die zu nahezu jedem Aspekt des Segelns erhältlich ist, gibt es eine Reihe von Büchern, die der Unterhaltung dienen, sich aber hauptsächlich an Segler richten. Oft werden in diesen Büchern Weltumsegelungen oder andere Segelreisen beschrieben. Als bekannte Autoren seien hier stellvertretend Bobby Schenk, Wilfried Erdmann und Karl Vettermann für den deutschsprachigen sowie Adlard Coles und Bernard Moitessier für den englisch- bzw. französischsprachigen Bereich genannt.
Als dritte Kategorie gibt es die historische Unterhaltungsliteratur, in denen Segelschiffe eine bedeutende Rolle spielen. Beispielsweise wurde die Sage des fliegenden Holländers, eines ewig vor dem Kap der Guten Hoffnung kreuzenden Geisterschiffs, von Autoren wie Heinrich Heine und Wilhelm Hauff sowie in mehreren Filmen behandelt.

### Segeln in der Musik
Auch in der Musik wird das Segeln immer wieder aufgegriffen. Spätestens seit dem 15. Jahrhundert entwickelten sich Shanties (Arbeitslieder für die gemeinschaftliche rhythmische Arbeit am Tauwerk), wie das Halyard-Shanty zum Setzen der Segel (Hamborger Veermaster) oder das Short-drag-Shanty für kurze Tauarbeiten (What shall we do with the drunken sailor?). Im Jahre 1843 wurde die Oper Der fliegende Holländer von Richard Wagner uraufgeführt. Auch in der populären Musik taucht das Thema Segeln gelegentlich auf. Beispiele sind Sailing, durch Rod Stewart (1975) und die britische Fernsehserie Sailor bekannt geworden, sowie das karibische Volkslied Sloop John B, das durch das Kingston Trio und die Beach Boys (1966) verbreitet wurde. Das Lied La Paloma, um 1861 von Sebastián de Yradier komponiert, wurde von über 25 Interpreten verarbeitet. Peter Reber schrieb viele seiner erfolgreichsten Titel während seiner Weltreise mit einer Segelyacht.
Das Lied Sail away wurde 1992 von Hans Hartz und drei Jahre später von Joe Cocker gesungen für die Werbung der Beck & Co. mit einem Großsegler mit grünen Segeln, der seit 1988 durch die Alexander von Humboldt dargestellt wird.

### Redewendungen
Einige segelspezifische Redewendungen aus der Seemannssprache sind in die Alltagssprache übergegangen. Beispielsweise ist eine aufgetakelte Person sehr auffällig gekleidet. Jemand kann aufkreuzen (auftauchen), die Segel streichen (aufgeben), jemandem etwas verklickern (erklären) oder ihm den Wind aus den Segeln nehmen (die Grundlage für Argumente nehmen).

## Verwandte Sportarten
Das Windsurfen, bei dem nur ein Segel auf einem schmalen Brett befestigt ist, ähnelt aus physikalischer Sicht dem Segeln mit einer Gleitjolle. In beiden Fällen ist der Wasserwiderstand sehr gering, und der Trimm erfolgt zu einem großen Teil durch Verlagerung des Körpergewichtes, wozu ein guter Gleichgewichtssinn erforderlich ist. Für Windsurfer gelten die gleichen Ausweichregeln wie für Jollen, und auch die Führerscheinregelungen sind sehr ähnlich. Es gibt Experimente wie den Océankite, die einen richtigen Rumpf mit einem Lenkdrachen wie beim Kitesurfen antreiben.
Beim Eissegeln wird auf zugefrorenen Seen und Flüssen gesegelt. Aufgrund des geringen Reibungswiderstandes der Kufen des Schlittens auf dem Eis werden Geschwindigkeiten von über 100 km/h erreicht. Eine weitere Variante ist das Strandsegeln, das auf Sand betrieben wird. Durch den Wegfall des Wasserwiderstandes erreichen diese meist dreirädrigen Fahrzeuge Geschwindigkeiten bis zu 130 km/h.
Beim Windskaten wird das Segel auf einem Longboard befestigt und kann so auf glattem Untergrund an Land gefahren werden.